# Auguste Camelin
Auguste Camelin (ur. w 1880) – francuski piłkarz wodny, medalista olimpijski letnich igrzysk olimpijskich w 1900 w Paryżu.
Wraz z drużyną Pupilles de Neptune de Lille zdobył brązowy medal w turnieju piłki wodnej.